# Georg Meier
Georg Meier (Treviri, 26 agosto 1987) è uno scacchista tedesco con cittadinanza uruguaiana dal 2021 giocatore per la federazione uruguaiana.

## Biografia
Ottenne il titolo di Grande Maestro in giugno 2007, all'età di 20 anni.
Nei tornei a squadre, nel 2011 vinse con la Germania il campionato europeo a squadre di Porto Carras in Grecia.
 
Dal 2013/14 partecipa con il club OSG Baden-Baden alla Bundesliga, il campionato tedesco a squadre.
Nel ottobre 2021 passa alla federazione uruguaiana.
Alcuni risultati di rilievo:
- 2003:  vince il campionato tedesco under-16;
- 2009:  1º-4º nel torneo magistrale di Pamplona;
- 2009:  partecipa alla Coppa del Mondo, ma viene eliminato al 2º turno da Maxime Vachier-Lagrave (2,5–3,5);
- 2014:  =2º con Péter Lékó nel torneo di Dortmund (vinse Fabiano Caruana);
- 2015:  vince l'Elite Hotels Open di Växjö con 7,5/8;  vince il Vasteras Open;
- 2017:  vince il torneo principale dei Maccabiah Games di Gerusalemme;
- 2024: in aprile vince la Bundesliga con la squadra SC Viernheim;